# Mergers and acquisitions
Nel diritto commerciale e finanziario anglosassone, con mergers and acquisitions (M&A), in italiano fusioni e acquisizioni, si intendono quelle operazioni di trasferimento del controllo di un’attività mediante un passaggio di proprietà (acquisition), mentre la fusione (merger) può essere considerata come lo strumento che sancisce a livello formale la completa integrazione tra due società: in sostanza l’acquisizione anticipa la fusione.
La pratica, spesso giovandosi dell'effetto leva, porta a perseguire un monopolio o oligopolio aggirando battaglie concorrenziali. 

## Descrizione
Nei Paesi di diritto anglosassone le voci merger and acquisitions sono complementari, mentre nel diritto italiano sono trattate come elementi differenti: in generale nel sistema finanziario vigente in Italia con il termine fusione ci si riferisce a operazioni inerenti al trasferimento concordato di aziende e partecipazioni di società tra soggetti diversi, le quali successivamente conducono a una serie di processi attraverso cui si perviene a un mutamento dell'assetto gestionale di un'impresa; con il termine acquisizione (cioè la cessione di un'azienda da parte di un soggetto venditore) si intende invece il semplice trasferimento della proprietà di una società (o di parti di essa) al soggetto acquirente previo il pagamento di un corrispettivo: sostanzialmente l'acquisto di un bene in vendita.

### Fusioni (mergers)
Le merger societarie possono però anche essere distinte in :
- Congeneric merger, denominate anche product extension merger, sono quelle operazioni di unione tra due o più società che si sovrappongono nello stesso settore commerciale in cui operano, e più precisamente nei segmenti di tecnologia, marketing, processi di lavorazione e ricerca e sviluppo;
- Conglomerate merger o merger in senso proprio, ovvero quelle operazioni in cui le società partecipanti non hanno alcuna attività in comune e possono anche essere stabilite in aree geografiche diverse: dall'unione perdono le loro identità giuridico-economiche e si ricompongono in un'unica entità iniziando un business completamente differente. Le conglomerate mergers a loro volta vengono suddivise in pure conglomerate mergers (quando avviene la fusione tra due o più compagnie che non hanno nulla in comune tra loro) o mixed conglomerate mergers (quando due compagnie che non hanno nessuna attività in comune si uniscono per allargare il proprio giro d'affari; è in pratica la stessa operazione che origina il market extension). Gli azionisti delle società coinvolte nell'operazione ricevono quote di partecipazione nella nuova creazione finanziaria, previo l'annullamento del rapporto di cambio esistente tra i soggetti prima dell'unione.[4];
- Market extension, ossia quando si uniscono due o più compagnie operanti nello stesso settore ma in una fascia diversa di business, solitamente per incrementare le loro quote di mercato attraverso l'aumento delle proprie clientele;
- Horizontal mergers, le forme di unioni tra aziende che operano nello stesso mercato e condividono lo stesso market share: sono quel tipo di fusioni tendenti ad ingrandire il business delle aziende attraverso la costituzione di una nuova entità dove vengono conferiti i capitali e le capacità delle società quando erano attive singolarmente;
- Vertical merger, i casi in cui compagnie operanti nello stesso settore (ad esempio quello mediatico) ma in segmenti diversi si uniscono per incrementare le loro potenzialità ed allargare la propria attività commerciale (uno di casi più rappresentativi di vertical merger fu quello di AOL- Time Warner nel 2000); una società viene incorporata da un'altra attiva in un business completamente diverso dal proprio e solo quella perde l'identità finanziario-giuridica; in genere è l'unione tra due compagnie che hanno attività completamente distinte e cercano di allargare il proprio giro d'affari.

### Acquisizioni (acquisitions)
Nel sistema di diritto anglosassone, il termine acquisition si può riferire a più operazioni di mercato, anche se i principi finanziari basilari sono simili e riconducono sempre al passaggio di proprietà e gestione di una società, in genere una public company. Le forme di acquisizione possono essere distinte in:
- Takeover, ovvero l'acquisizione totale di un'impresa o società da parte di un'altra compagnia, in genere con stabilità economica maggiore di quella acquisita, mediante l'acquisizione sul mercato delle azioni del capitale possedute da azionisti terzi (nel sistema di diritto finanziario del Regno Unito queste operazioni, in genere ostili, sono consentite solo verso società quotate in borsa, appunto public company, e non verso le private company (Limited) (le cosiddette incorporated del sistema di diritto degli Stati Uniti) del sistema britannico dove per rilevare una società a capitale privato usualmente si ricorre a delle Limited Liability Company, dove la responsabilità giuridica dei soci è limitata al semplice valore della percentuale delle quote investite per rilevare la società stessa; il venditore può essere indistintamente sia una public che una private limited company.[5] Questi casi vengono generalmente definiti private acquisitions, ovvero un semplice acquisto di beni e capitali a titolo personale.[5]

Il takeover può a sua volta essere classificato in: friendly (amichevole), ossia quando la proprietà o il management della compagnia oggetto dell'acquisizione danno il loro assenso all'operazione d'acquisizione, modello usualmente adoperato nelle acquisizioni delle compagnie a capitale privato nel mercato statunitense e non consentito nel mercato inglese dove solo le compagnie a capitale azionario diffuso (appunto le public company) possono essere soggette ad operazioni di takeover; hostile (ostile), ovvero quando la compagine societaria della compagnia oggetto della proposta d'acquisto rifiuta la proposta d'acquisizione da parte del soggetto terzo; reverse (inverso), ovvero quando una compagnia a capitale privato rileva una public company; backflip (al contrario), cioè quei casi in cui il soggetto acquirente rileva una compagnia finanziariamente maggiore e si fonde in essa diventandone una sua divisione.
- Consolidation, quando due o più società si uniscono tra loro per formare insieme una nuova compagnia, e nessuna delle precedenti rimane in attività ma continua il proprio business nel nuovo soggetto.[9]

## Il Takeover Panel e il City Code
Nonostante quello del Regno Unito sia considerato un mercato estremamente liberale sotto l'aspetto giuridico-finanziario, sono presenti diverse regolamentazioni circa l'aspetto propriamente burocratico nello svolgimento delle operazioni riguardanti le acquisizioni delle società britanniche. Esistono infatti diverse autorità e strutture di sorveglianza delle operazioni di M&A e takeover, la più importante delle quali è indiscutibilmente il takeover panel: più semplicemente chiamato the panel, è un'autorità indipendente fondata nel 1968 la cui funzione è quella di regolare e gestire sotto ogni profilo gli eventi di fusioni e acquisizioni della City, con lo scopo di mantenere agli azionisti delle società coinvolte ogni massima garanzia nello svolgimento delle operazioni.
Strettamente legato al Panel è il City Code on Takeovers and Mergers (detto anche City Code o Takeover Code): è in pratica lo strumento d'attuazione dello stesso, che ha lo scopo di supervisionare ogni operazione riguardo ad offerte di M&A o takeover delle società quotate, garantendo la massima trasparenza nelle transazioni per gli azionisti. In sostanza, le finalità del city code possono essere riassunte in:
- A tutti gli azionisti delle società deve essere fornito un giusto trattamento (come stabilito dal code);
- A tutti gli azionisti devono essere forniti gli stessi mezzi di informazione;
- Gli offerenti devono chiarire ogni aspetto delle trattative;
- Deve essere rispettato un limite temporale per ogni fase di negoziazione dell'offerta;
- A tutti gli azionisti devono essere forniti le stesse fonti di informazioni;
- L'offerente deve stabilire un tetto di accettazione dell'offerta superiore del 50% delle azioni, oltre al quale l'offerta non può più essere negoziata;
- L'offerente deve lanciare un'offerta d'acquisto obbligatoria sul capitale degli azionisti di minoranza se questo complessivamente supera il 30%;[10]
- Il consiglio d'amministrazione della società obiettivo dell'offerta di acquisizione non può introdurre emendamenti o altre azioni di disturbo che rendano l'offerta d'acquisto effettuata dall'offerente in giusta causa inaccettabile previo l'appoggio degli azionisti della compagnia stessa.

Devono essere inoltre divulgati i nomi di tutti i titolari di quote azionarie superiori al 3% della compagnia, così come ogni generalità di ogni cambio di azionista titolare di una partecipazione relativa ad una quota superiore all' 1% della compagnia, anche se questi non sono coinvolti nell'offerta. Dopo la Brexit e la relativa uscita del Regno Unito dall'Unione europea, il City Code viene usato nell'ordinamento giuridico-finanziario britannico in sostituzione dello stesso, inglobandone parte dei regolamenti precedentemente adottati dalla nazione quando era ancora un Paese membro della Comunità Europea.
Complessivamente le autorità regolamentarie coinvolte nelle vicende di M&A nel Regno Unito possono essere considerate
- The Panel on Takeovers and Mergers: l'autorità con la più alta responsabilità di regolamentazione e controllo delle operazioni di takeover e M&A nella nazione, soggetta a sua volta al City Code;
- Financial Conduct Authority (FCA): l'autorità di regolamentazione dei servizi finanziari nel Regno Unito;
- Prudential Regulation Authority: autorità a cui, anche se meno frequentemente, viene affidato il compito di vigilanza di banche e assicurazioni;
- Competition and Markets Authority: l'autorità responsabile per le M&A che possono generare timori di concentrazione ai dipartimenti governativi; ciò avviene quando mergers di alto livello possono infrangere i regolamenti e conseguentemente generare responsabilità sui dipartimenti ministeriali coinvolti; that could give rise to competition concerns;
- Ministerial departments: some high-profile mergers can go beyond regulators and straight to ministers that take charge as a matter of national interest;
- Commissione Europea (EC): nonostante la Brexit, e finché l'uscita del Regno Unito dall'Unione Europea non sarà completata sotto ogni profilo, le autorità europee hanno ancora diritto esclusivo di giurisdizione sulle M&A nel Paese britannico.

## Creazione di valore
La questione della creazione di valore economico scaturito da eventi di M&A è una delle questioni maggiormente dibattute nel mondo finanziario riguardo a questo tipo di business. L’analisi storica del valore creato da tali operazioni è piuttosto desolante. Gli azionisti delle imprese acquirenti percepiscono, nel migliore dei casi, solo una frazione dei benefici che avevano preventivato: è quindi più probabile che a trarre vantaggio economico dall'operazione non sia quella acquirente, bensì l'impresa rilevata, tramite un prezzo maggiore del valore reale della società nel deal che ha condotto alla cessione totale o di una parte della società. Questa è una delle cause principali della complessità nelle svolgere operazioni di M&A; altri problemi sono gli scopi (il profitto da parte del venditore e la massimizzazione dei guadagni della società rilevata da parte dell'acquirente), nonché le varie competenze necessarie in ambito strategico, negoziale, legale, finanziario e organizzativo e nei tempi, quasi sempre ristretti, entro cui l'operazione deve essere portata a termine.
Secondo gli osservatori del settore, nelle operazioni di M&A è più alto il rischio di distruzione valore che non viceversa l'opportunità di creazione, soprattutto se l'operazione non è rigorosamente effettuata verso il profilo dell’integrazione delle realtà sottoposte all'operazione; al contrario, un’efficace unione societaria può condurre all'aggiustamento delle lacune sorte nelle fasi di negoziazione e closing dell'operazione. In altre parole, le fasi immediati alle M&A possono essere emblematiche nel comprendere se l'operazione abbia avuto successo o meno, poiché quella che inizia ufficialmente una volta usciti dagli uffici di istituti finanziari, avvocati e consulenti e mette di fronte alla realtà il cammino di due imprese fino ad ora distinte. Tuttavia, quelle delle mergers and acquisitions sono considerate, anche per mercati dove sono presenti investimenti altamente speculativi come quello nordamericano o comunque propensi allo sviluppo del capitale d'impresa come quello britannico, una delle sfide manageriali più complesse e difficile per le compagnie e i rispettivi management.

## Casi dimergers and acquisitions

### Fino al 2010
Alcuni dei casi più significativi di M&A tra compagnie avvenuti fino al 2010:
| Anno | Società acquirente                        | Società rilevata                      | Settore               | Valore       |
| ---- | ----------------------------------------- | ------------------------------------- | --------------------- | ------------ |
| 1998 | Travellers Inc. Stati Uniti               | Citicorp Stati Uniti                  | Banks, Insurance      | ($USb) 72.6  |
| 1999 | Exxon Corp. Stati Uniti                   | Mobil Corp. Stati Uniti               | Oil&Gas               | ($USb) 78.9  |
| 2000 | Vodafone Air Touch Plc Regno Unito        | Mannesmann AG Germania                | TLC                   | ($USb) 202.8 |
| 2000 | Pfizer Inc. Stati Uniti                   | Warner - Lambert Co. Stati Uniti      | Pharma                | ($USb) 89.2  |
| 2000 | Glaxo Wellcome Plc Regno Unito            | Smithkline Beecham Plc Regno Unito    | Pharma                | ($USb) 76.0  |
| 2001 | America OnLine Inc. Stati Uniti           | Time Warner Stati Uniti               | Media & entertainment | ($USb) 164.7 |
| 2005 | Royal Dutch Petroleum Company Paesi Bassi | Shell Transport & Trading Paesi Bassi | Oil&Gas               | ($USb) 74.6  |
| 2006 | AT&T Inc. Stati Uniti                     | BellSouth Corp. Stati Uniti           | TLC                   | ($USb) 72.7  |
| 2007 | RFS Holdings N.V. Paesi Bassi             | ABN-AMRO HOLDINGS Paesi Bassi         | Banks                 | ($USb) 98.2  |
| 2008 | Altria Group Inc. Stati Uniti             | Philip Morris Intl. Inc. Stati Uniti  | Tobacco               | ($USb) 107.6 |

### Dal 2011 al 2019
Le maggiori M&A internazionali tra compagnie avvenute dal 2011 al 2019:
| Anno | Società acquirente                      | Società rilevata                        | Settore   | Valore      |
| ---- | --------------------------------------- | --------------------------------------- | --------- | ----------- |
| 2014 | Verizon Stati Uniti                     | Verizon Wireless (Vodafone) Stati Uniti | TLC       | ($USb) 130  |
| 2014 | Actavis Stati Uniti                     | Allergan Irlanda                        | Pharma    | ($USb) 66   |
| 2015 | H.J.Heinz Co. Stati Uniti               | Kraft Foods Stati Uniti                 | ALI       | ($USb) 100  |
| 2015 | Dell Inc. Stati Uniti                   | EMC Stati Uniti                         | TEC       | ($USb) 74   |
| 2016 | Dow Chemical Corp. Stati Uniti          | DuPont Stati Uniti                      | CHE       | ($USb) 130  |
| 2016 | Anheuser-Busch InBev Belgio             | SABMiller Sudafrica                     | BEV       | ($USb) 100  |
| 2016 | Royal Dutch Shell Paesi Bassi           | BG Group Regno Unito                    | Oil & Gas | ($USb) 53   |
| 2017 | CVS Stati Uniti                         | Aetna Stati Uniti                       | HCR       | ($USb) 67.5 |
| 2018 | AT&T Stati Uniti                        | Time Warner Stati Uniti                 | TLC       | ($USb) 85.4 |
| 2018 | Charter Communications Inc. Stati Uniti | Time Warner Stati Uniti                 | TLC       | ($USb) 85.4 |
| 2018 | Walt Disney Co. Stati Uniti             | 21st Century Fox Stati Uniti            | TLC       | ($USb) 85   |
| 2018 | Cigna Stati Uniti                       | Express Script Stati Uniti              | HCR       | ($USb) 67.5 |
| 2018 | United Technologies Corp. Stati Uniti   | Raytheon Co. Stati Uniti                | AER       | ($USb) 121  |
| 2018 | Praxair Inc. Stati Uniti                | Linde AG Germania                       | Gas       | ($USb) 67.5 |
| 2019 | Saudi Aramco Arabia Saudita             | SABIC Arabia Saudita                    | Oil       | ($USb) 69   |